# Saltkällans säteri
Saltkällans säteri vid Saltkällefjorden längst in i Gullmarn i Foss socken var ett tidigare säteri. Gården härstammade från 1600-talet. Karl X Gustafs fältmarskalk, Rutger von Ascheberg förvärvade Brevik övre,  Brevik nedre, Ellingeröd och Svinebacka då Bohuslän blev svenskt 1658. Han slog ihop de fyra gårdarna och dess mark sammanlagt vilket på 1700-talet blev Saltkällans säteri.

## Geografi

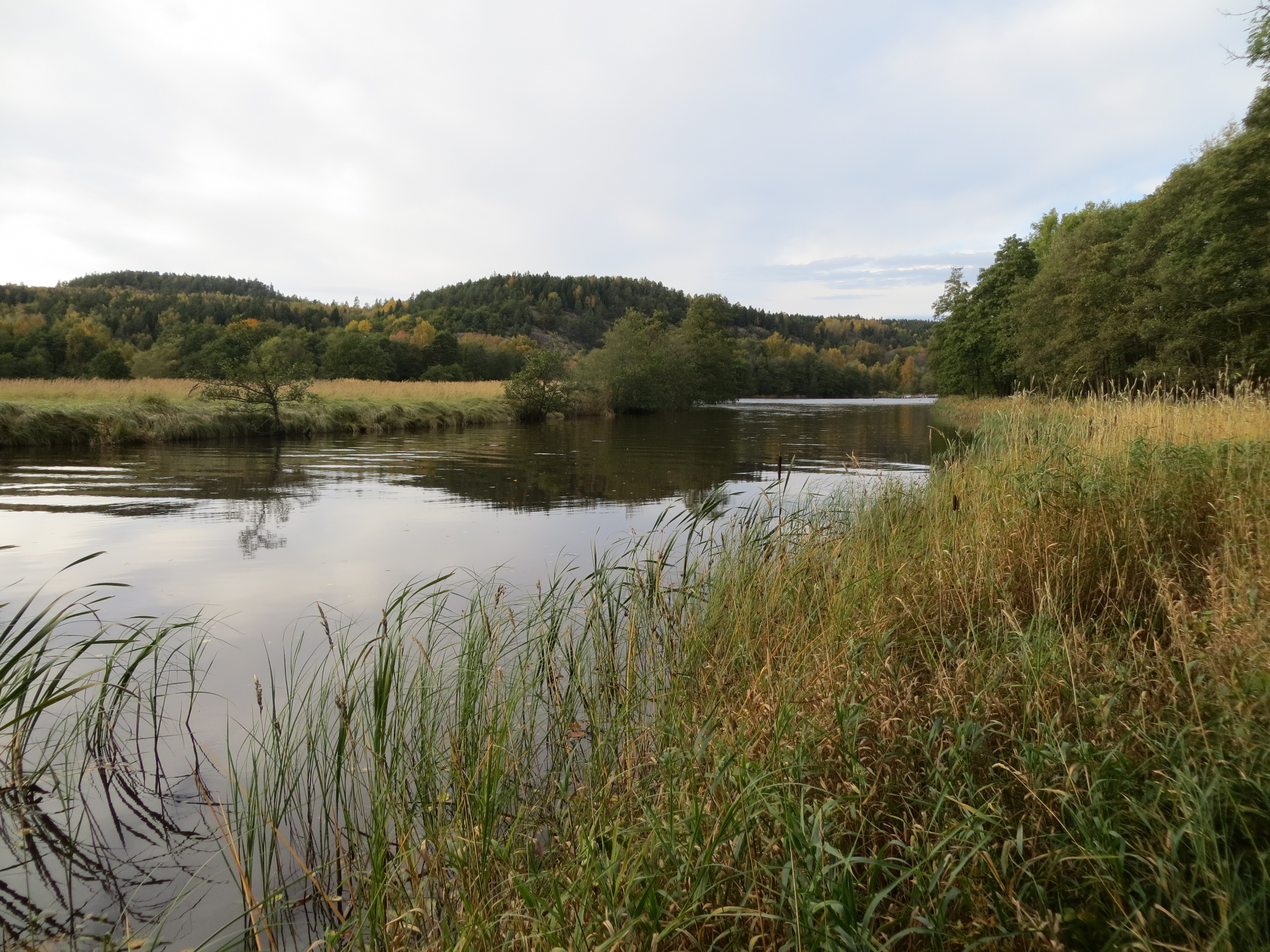
Munkedal Saltkällan Åbacken.

Inre delar av fjordar har ofta bördiga jordar och goda hamnförhållanden. Örekilsälven mynnar i Gullmarsfjorden och Munkedals hamn ligger vid älvens mynning och öster därom Saltkällefjorden med Rödberget. Saltkällans säteri låg nedanför berget med en allé till fjordstranden.

## Historik
I början av 1500-talet förvärvade jorddrotten Knud Knudson-Baad på Morlanda mark längst in i Gullmarsfjorden, övre och nedre Brevik. Breviksgårdarna gick i arv inom den norska adelssläkten. När Bohuslän blev svenskt 1658 förvärvades gårdarna av fältmarskalken Rutger von Ascheberg. Han inköpte granngårdarna Ellingeröd och Svinebacka och skapade en egendomen som kom att omfatta cirka 13 hektar. På 1700-talet lydde egendomen under Torreby slott fram till 1768 och benämndes Saltkällan efter att säterirättigheter erhållits.

### Lista över ägare till Saltkällans säteri
Listan är hämtad ur boken Fem socknar, men är ej komplett:
- Rutger Ascheberg, (1658–1693)
- Georg Lilliehöök, (Överstelöjtnant), (1693–)
- Arvid Bernhard Virgin, (Assessor), (1768–1790)
- John Rimmer, Godsägare (1790–1799)
- Johan Anders Deienberg, Kronobefallningsman (1799–1804)
- Arvid Jakob Unger, Häradshövding (1804–1819)
- Fredrick Willerding, Grosshandlare (1819–1835)
- H. Wästfeldt, Jägmästare (1835–1837)
- Carl Åkerhjelm, Överste och Friherre (1837–1855)
- Hans Pettersson, Grosshandlare (1855–1879)
- Wilfrid Ullman, Godsägare (1879–1917)
- William Schiller, (1917–1935)
- Västra Sveriges Egnahems AB (1935 - 1937)
- Agronom Anders Peterson (1937 - 1959)
- Munkedals kommun 1959
- Bolidens Gruv AB 1959 -
- Kommun sålde Saltkällan dagen efter köpet till gruvbolaget. Under 1959 och 1960 rev bolaget huvudbyggnaden, ekonomibyggnaderna och bostäderna med något undantag t.v. I årsberättelsen för 1960 betecknas området som Saltkällans industrområde. Någon industri anlades emellertid aldrig.